# Pygoleptura
Pygoleptura är ett släkte av skalbaggar. Pygoleptura ingår i familjen långhorningar.
Kladogram enligt Catalogue of Life:
| Pygoleptura | \| \| Pygoleptura brevicornis \| \| \| \| \| \| Pygoleptura carbonata \| \| \| \| |
|             | \| \| Pygoleptura brevicornis \| \| \| \| \| \| Pygoleptura carbonata \| \| \| \| |
|             | Pygoleptura brevicornis                                                           |
|             |                                                                                   |
|             | Pygoleptura carbonata                                                             |
|             |                                                                                   |